# دوريو
دوريون (Δώριον) هي مدينة في ميسينيا في مقاطعة كينتريكي إلادا في اليونان.
يبلغ عدد سكانها حوالي 885 نسمة.